# جامعة إندونيسيا

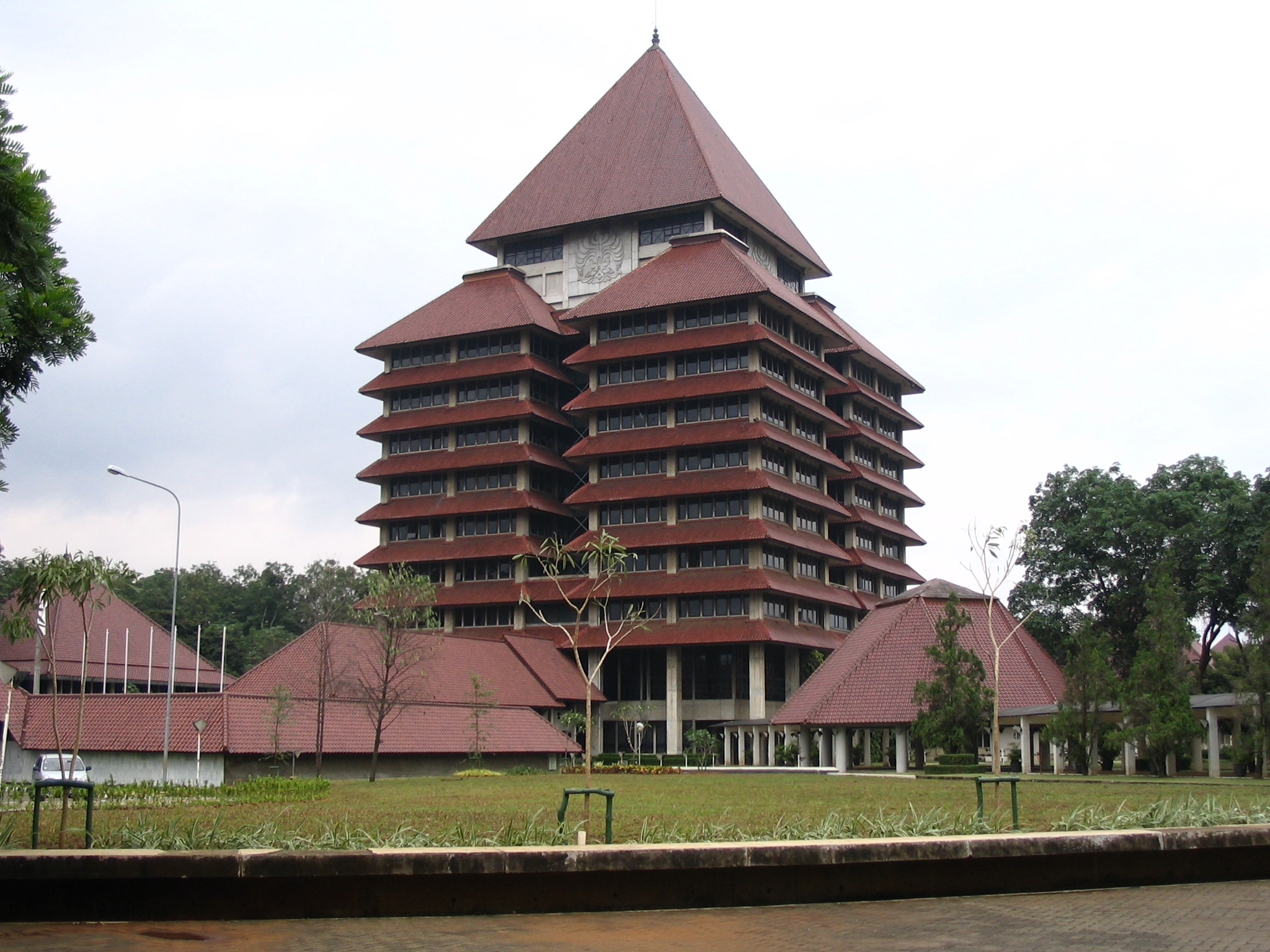
640 × 480 pixelspx

جامعة إندونيسيا جامعة مرموقة ومن أقدم الجامعات في إندونيسيا.
تأسست جامعة إندونيسيا في 2 فبراير 1950. وفي البداية كانت جامعة إندونيسيا في شارع ساليمبا بجاكرتا التي كانت تعرف فيما بعد بيونفرستس فان إندونيسيا، والجامعة هي مؤسسة حكومية ويقع مقرها في عدة مدن مختلفة منها بوجور وباندونج وسورابايا وماكاسار. وكان تأسيس جامعة إندونيسيا بقرار من مجلس الجامعات لجمهورية إندونيسيا.في جامعة إندونيسيا يدرس الطالب الجامعي الأختصاصات التالية :

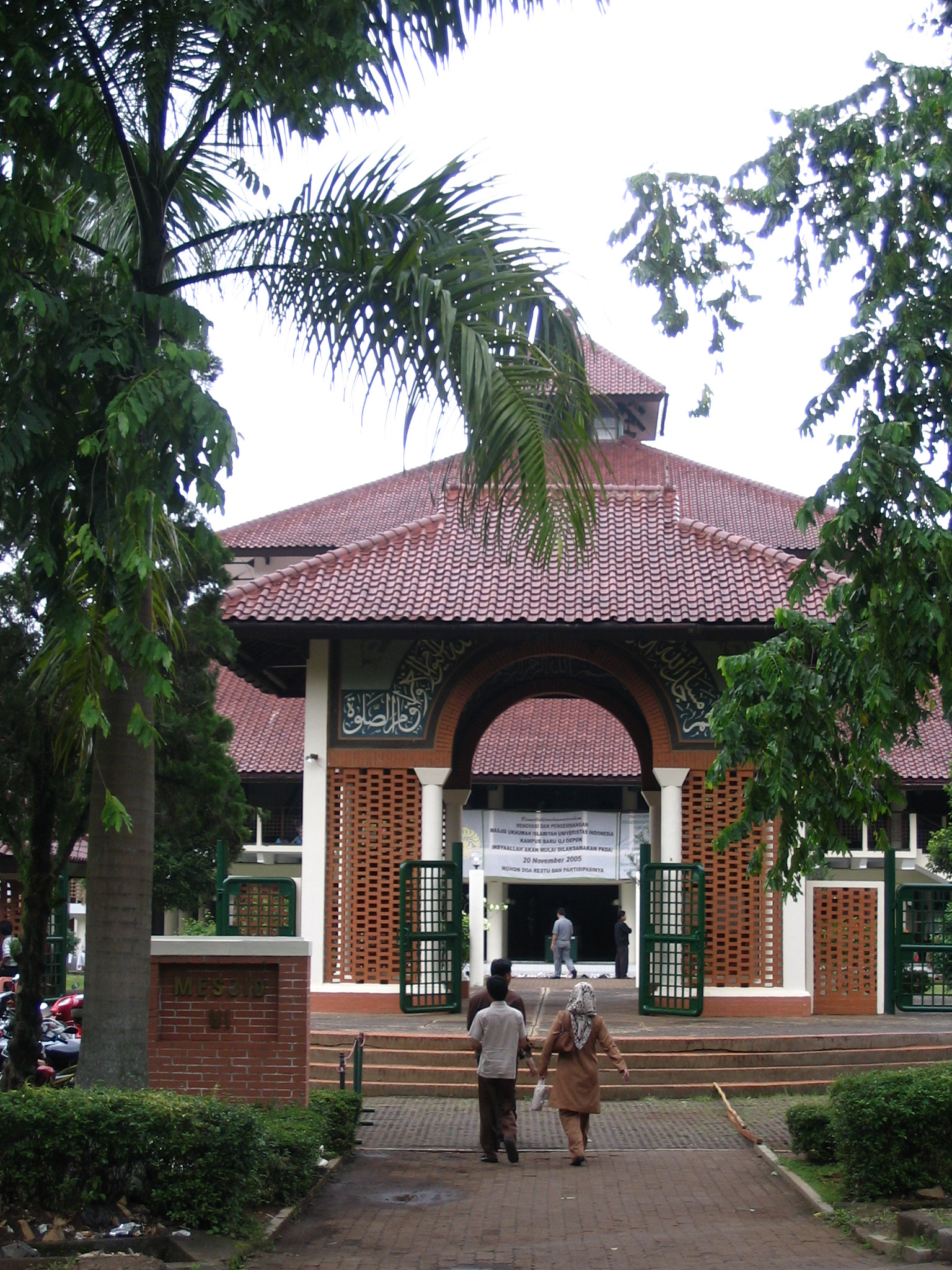
المسجد في الحرم الجامعي

- - كلية الطب
- كلية طب الأسنان
- كلية الصحة العامة
- كلية التمريض
- كلية الرياضيات والعلوم الطبيعية
- كلية الهندسة
- كلية العلوم الحاسوبية
- كلية القانون
- كلية الاقتصاد
- كلية العلوم الإنسانية
- كلية علم النفس
- كلية العلوم الاجتماعية والسياسية
- كلية العلوم الإنسانية
- كلية علوم الحاسب الآلي
- كلية التمريض
- كلية الصيدلة
- برنامج الدراسات العليا
- مدرسة مهنية